# Anys Mezzaour
Œuvres principales
- Trilogie Le Lien des Temps, 2013, 2015 et 2016
- Entendu dans le silence, 2018

Anys Mezzaour (en arabe : أنيس مزاور), né le 6 novembre 1996 à Alger, est un écrivain algérien d'expression française, auteur de la trilogie de romans de fantasy intitulée Le Lien des Temps et d'Entendu dans le silence, un drame social romantique. Son thème principal d'écriture est la vie de la jeune génération algérienne, ses doutes et ses espoirs.
Il est le petit-fils de l'écrivain algérien Kaddour M'Hamsadji. Il est connu pour être le premier écrivain dans le genre fantasy en Algérie, et l'un des plus jeunes écrivains algériens,.

## Biographie
Anys Mezzaour a fait ses études au lycée Cheikh Bouamama, à Alger et a obtenu en 2014 son baccalauréat scientifique. Très jeune, dès l'âge de 11 ans, il montre un certain intérêt pour la littérature. Il publie en novembre 2013 aux éditions ENAG son premier roman, La Proie des Mondes, dont il a commencé l'écriture à l'âge de 11 ans. Ce livre est le premier roman algérien dans le genre fantasy, publié en Algérie.
En 2013, il est l'un des plus jeunes auteurs du 18e Salon International du Livre d'Alger et est salué par la critique pour sa « belle plume » et son « style fluide ».
En mars 2014, il participe au Salon du Livre de Paris où il est le plus jeune auteur.
Parmi ses influences, il cite J. K. Rowling notamment sa saga fantastique Harry Potter, Le Seigneur des Anneaux de J. R. R. Tolkien, la saga de science-fiction Star Wars ainsi que Les Trois Mousquetaires d'Alexandre Dumas. Il puise aussi son inspiration dans les écrits de Ken Follett, George R. R. Martin et Dan Brown.
En mai 2014, il est corécipiendaire du Prix du jeune écrivain algérien, décerné par le magazine littéraire L'ivrEscQ et en juin de la même année, il est présélectionné par la Fondation Lagardère pour le Prix de la littérature arabe 2014.
En décembre 2014, il dédicace son roman au Festival Afrovibes qui se tient à Lyon.
En juillet 2015, il participe au Festival du livre de jeunesse (Feliv),,. Il y annonce la sortie prochaine de son second roman, La Terreur des Mondes suite de La Proie des Mondes qu'il publie finalement en septembre 2015. Celui-ci reçoit à son tour un accueil très favorable,,.
En décembre 2015, il est invité par L'ivrEscQ à intervenir sur le thème de la littérature algérienne dans le monde contemporain dans le cadre d'un forum international organisé par le magazine et sa directrice Nadia Sebkhi.
En mars 2016, il participe à son deuxième Salon du livre de Paris où il dédicace son deuxième ouvrage.
Son troisième ouvrage, L'Espérance des Mondes, qui clôt le trilogie paraît en novembre 2016.
En 2018, il revient avec un quatrième roman, un drame social intitulé Entendu dans le silence. À l'occasion du 23e SILA, il est le parrain et le Président du jury du Prix de la nouvelle fantastique organisé par l'Institut Français d'Algérie.
Il est diplômé d'un master en relations internationales, spécialisé en gestion de crises, de l'Université Jean Moulin Lyon III.[réf. souhaitée]

## Œuvres

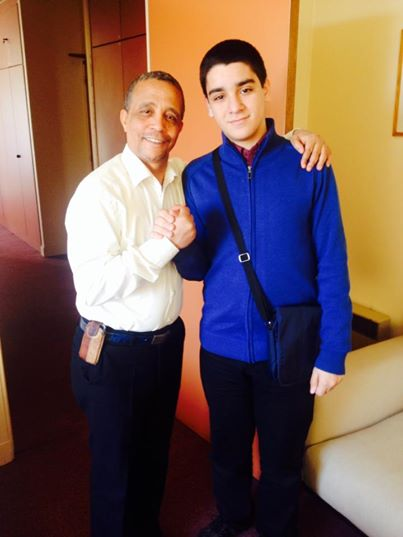
Anys Mezzaour (à droite) en compagnie de l'écrivain algérien Yasmina Khadra au Centre Culturel Algérien en mars 2014 à Paris.

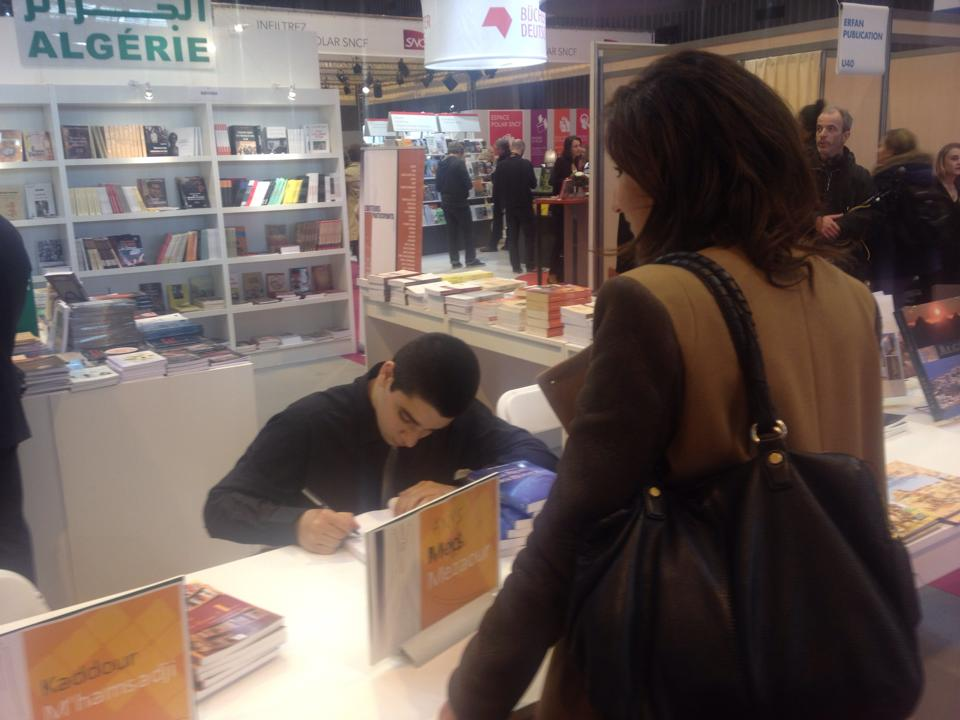
Anys Mezzaour au Salon Du Livre de Paris en mars 2014.

- La Proie des Mondes, roman, Éditions E.N.A.G. (Algérie), 2013
- La Terreur des Mondes, roman, Éditions E.N.A.G. (Algérie), 2015
- L'Espérance des mondes, roman, Éditions E.N.A.G. (Algérie), 2016
- Entendu dans le silence, roman, Casbah Éditions, (Algérie), 2018